# Јагода (грожђе)
Јагода је сорта белог грожђа о чијем се пореклу и старости веома мало зна. Ретка је врста и спорадично се јавља у Жупи Александровачкој. Подсећа на кујунђушу.